# Araneus rubripunctatus
Araneus rubripunctatus là một loài nhện trong họ Araneidae.
Loài này thuộc chi Araneus. Araneus rubripunctatus được William Joseph Rainbow miêu tả năm 1893.